# 朱常溆
朱常漵（1585年1月19日—1585年1月19日），明神宗朱翊鈞第二子，母皇贵妃郑氏。
萬曆十二年十二月十九，朱常漵出生，但立刻夭折，萬曆十三年正月追封為邠哀王，葬金山。